# Grande mosquée de Bakhtchyssaraï
La grande mosquée  (tatar de Crimée : Büyük Han Cami, ukrainien : Велика ханська мечеть, turc : Büyük Han Camii) est un bâtiment religieux en Crimée. Fondée en 1532 par Mengli Ier Giray, elle se trouve à Bakhtchissaraï et fait partie du caravansérail Hansaray.

## En images

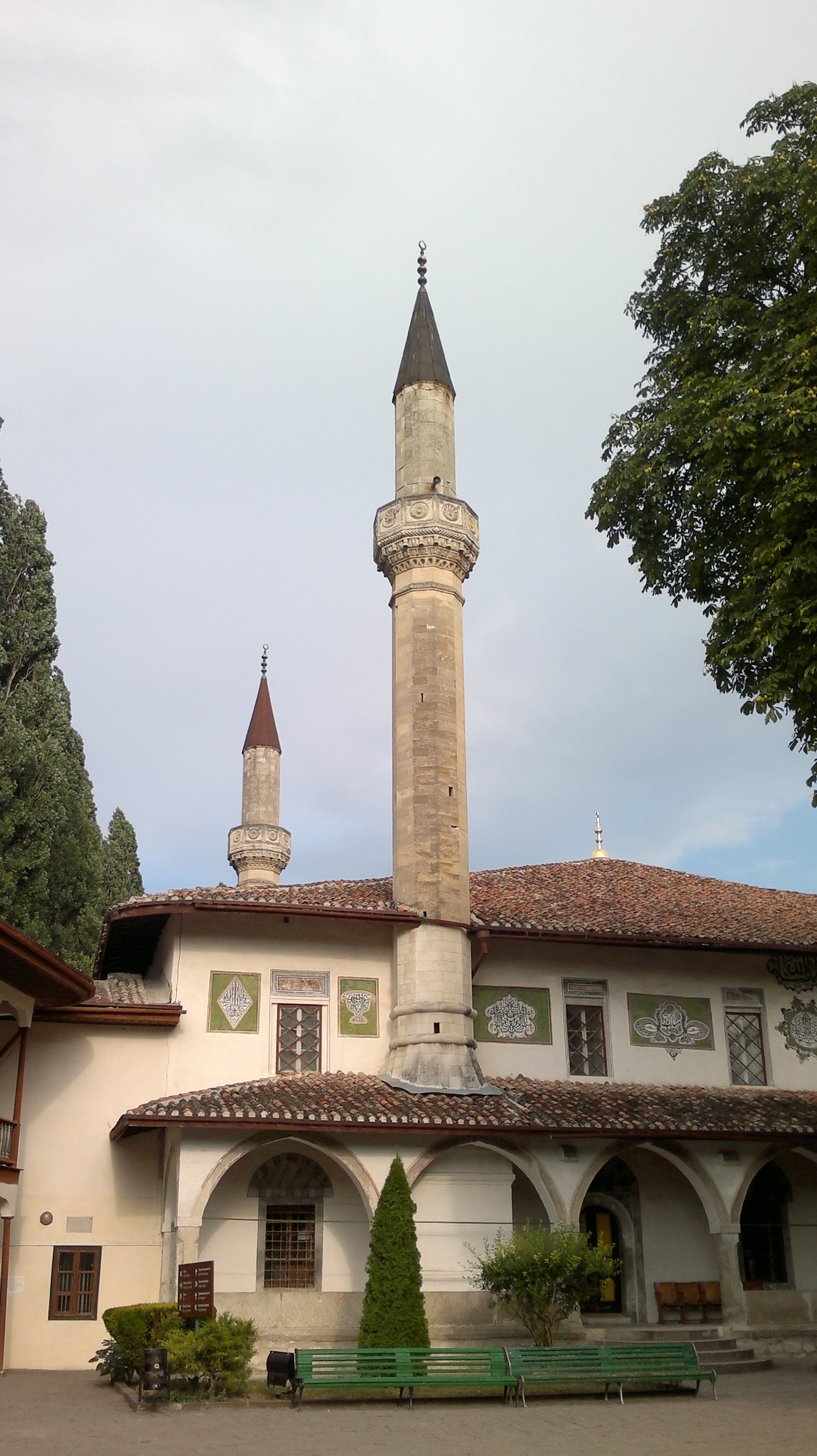
Ces deux minarets.
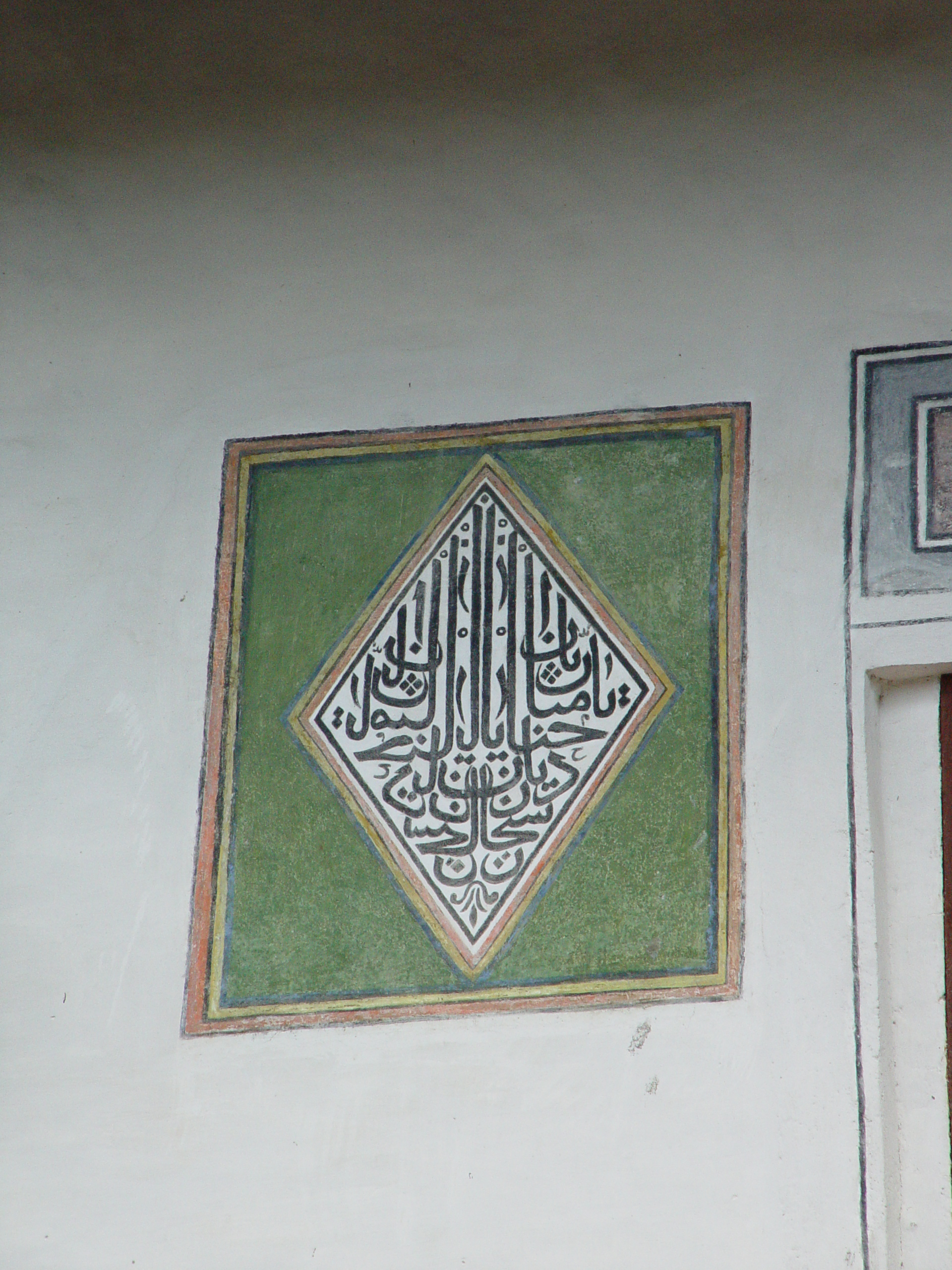
Décoration
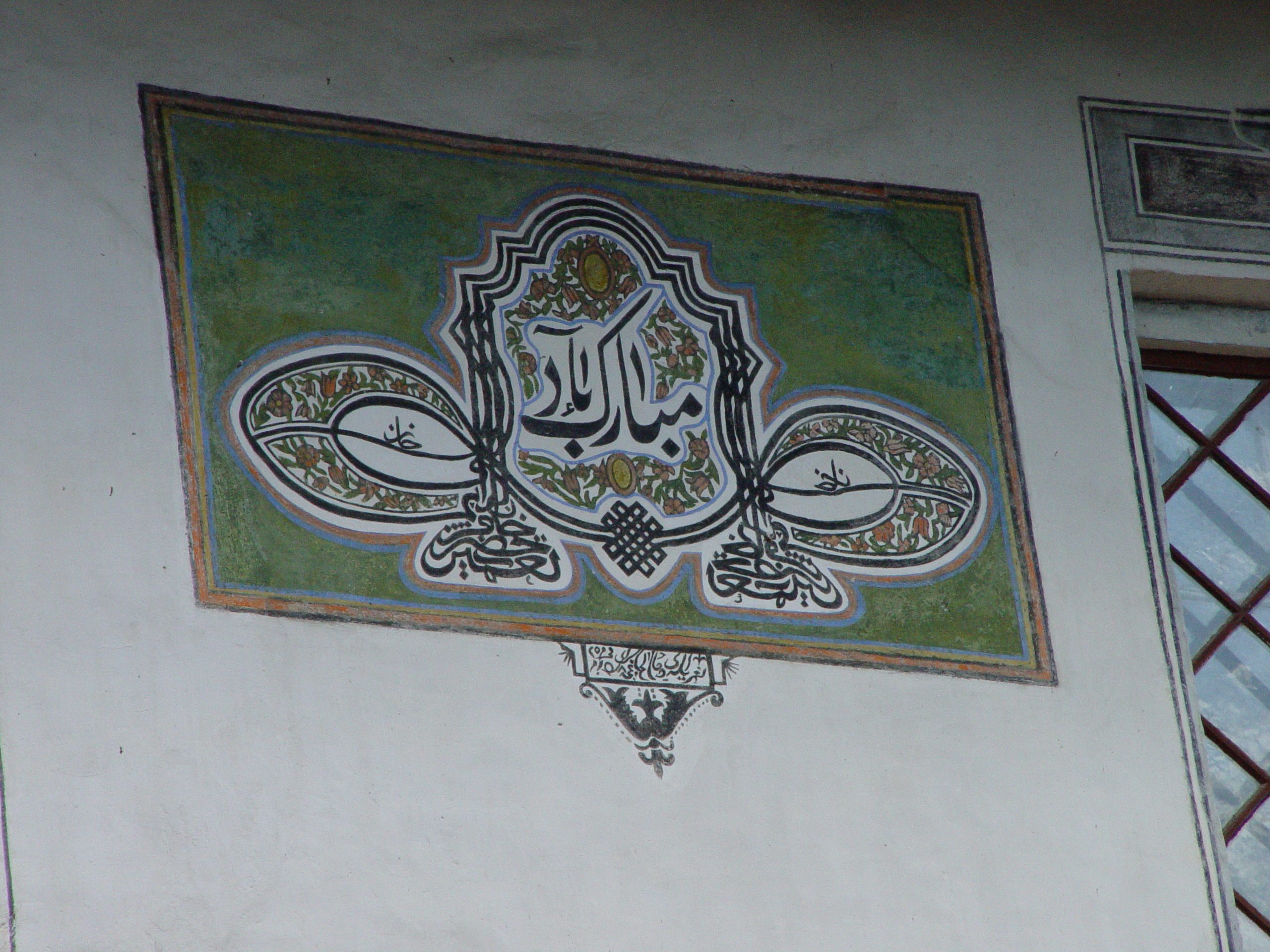
calligraphiée
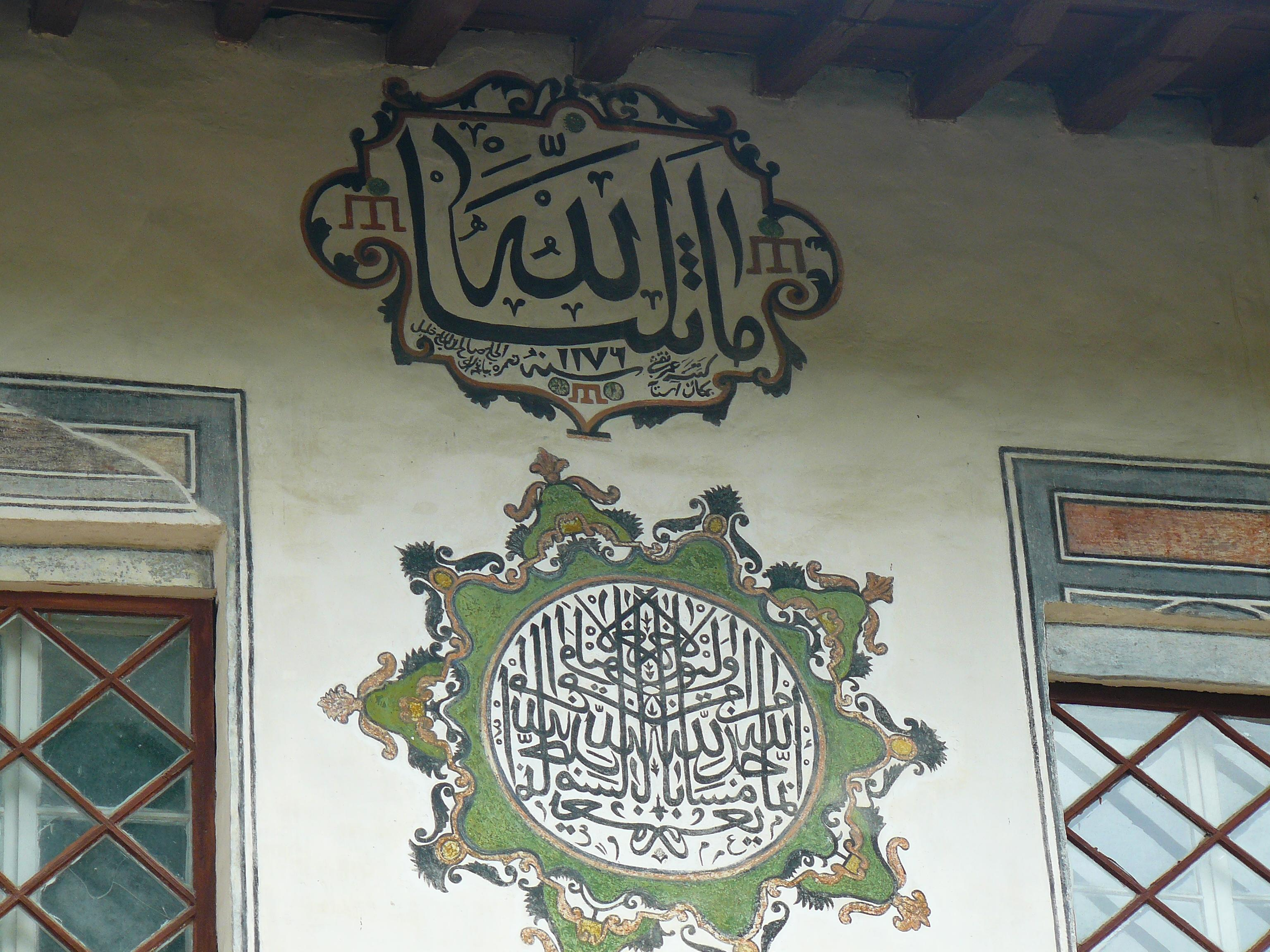
en trois exemples.
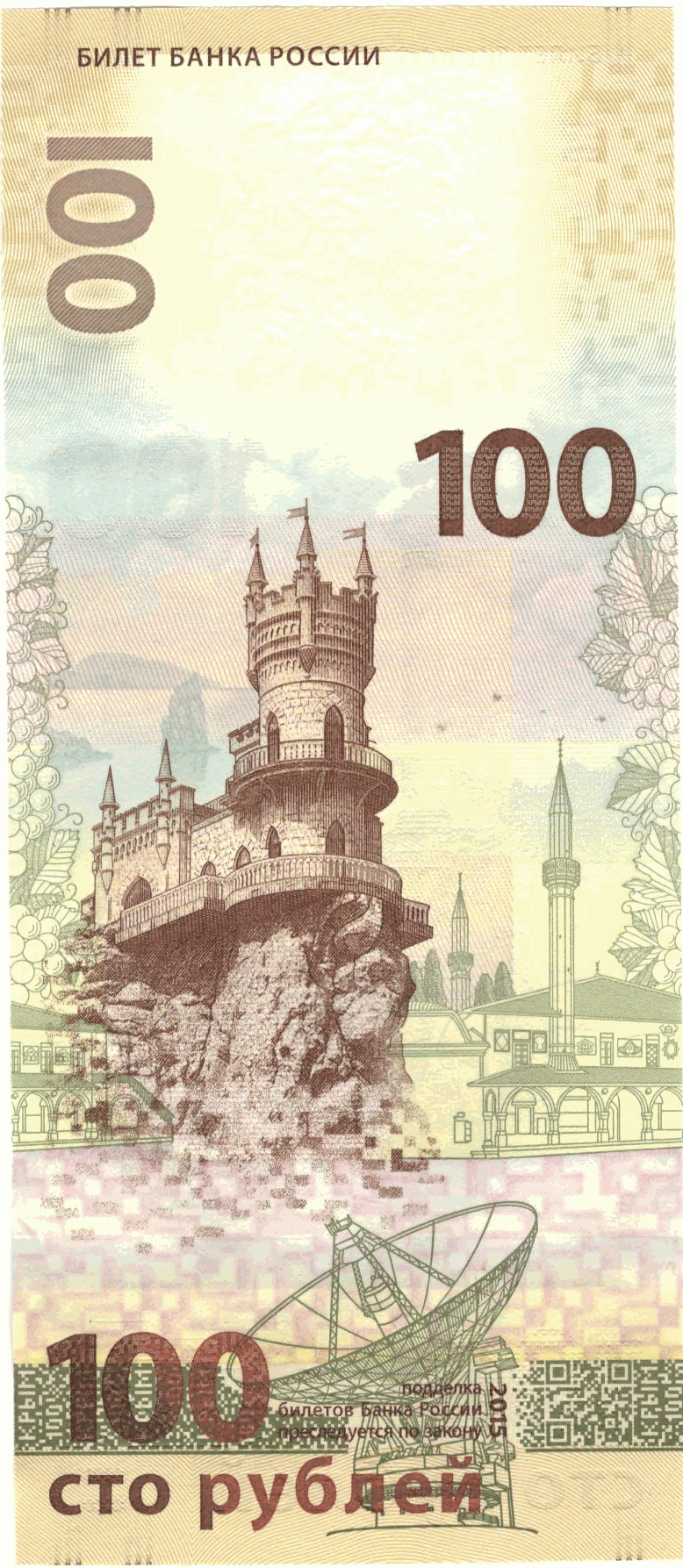
Sur un billet de 100 roubles.